# Prignano Cilento
Prignano Cilento község (comune) Olaszország Campania régiójában, Salerno megyében.

## Fekvése
A megye nyugati részén fekszik. Határai: Agropoli, Cicerale, Ogliastro Cilento, Perito, Rutino és Torchiara.

## Története
Első említése 1070-ből származik, a cavai apátság egyik adománylevelében. A következő századokban nemesi birtok volt. A 19. században, amikor a Nápolyi Királyságban felszámolták a feudalizmust Torchiara lésze lett. 1947-ben vált önálló községgé.

## Népessége
A népesség számának alakulása:

## Főbb látnivalói
- San Nicola di Mira-templom
- Santi Cosma e Damiano-templom
- Sant’Antonio-kápolna